# Rozhledna Alfonse Muchy
Rozhledna Alfonse Muchy (někdy též Réna) je vyhlídková věž nacházející na jižním kraji Ivančic v okrese Brno-venkov nad řekou Jihlava v masivu kopce Réna.

## Historie
V roce 1912 byla na tomto místě postavena dřevěná rozhledna, která zde vydržela 9 let. Na jejím původním místě byla roku 1930 postavena nová betonová rozhledna, která byla pojmenována po českém malíři Alfonsi Muchovi, který se v Ivančicích narodil. Její slavnostní otevření proběhlo 1. června 1930. Celkové náklady byly vyčísleny na 5100 Kčs. Projekt pro rozhlednu vypracoval tiskař a grafik Miloš Navrátil. Stavitelem byl Karel Feith. V roce 2000 byla rozhledna rekonstruována.

## Fotogalerie

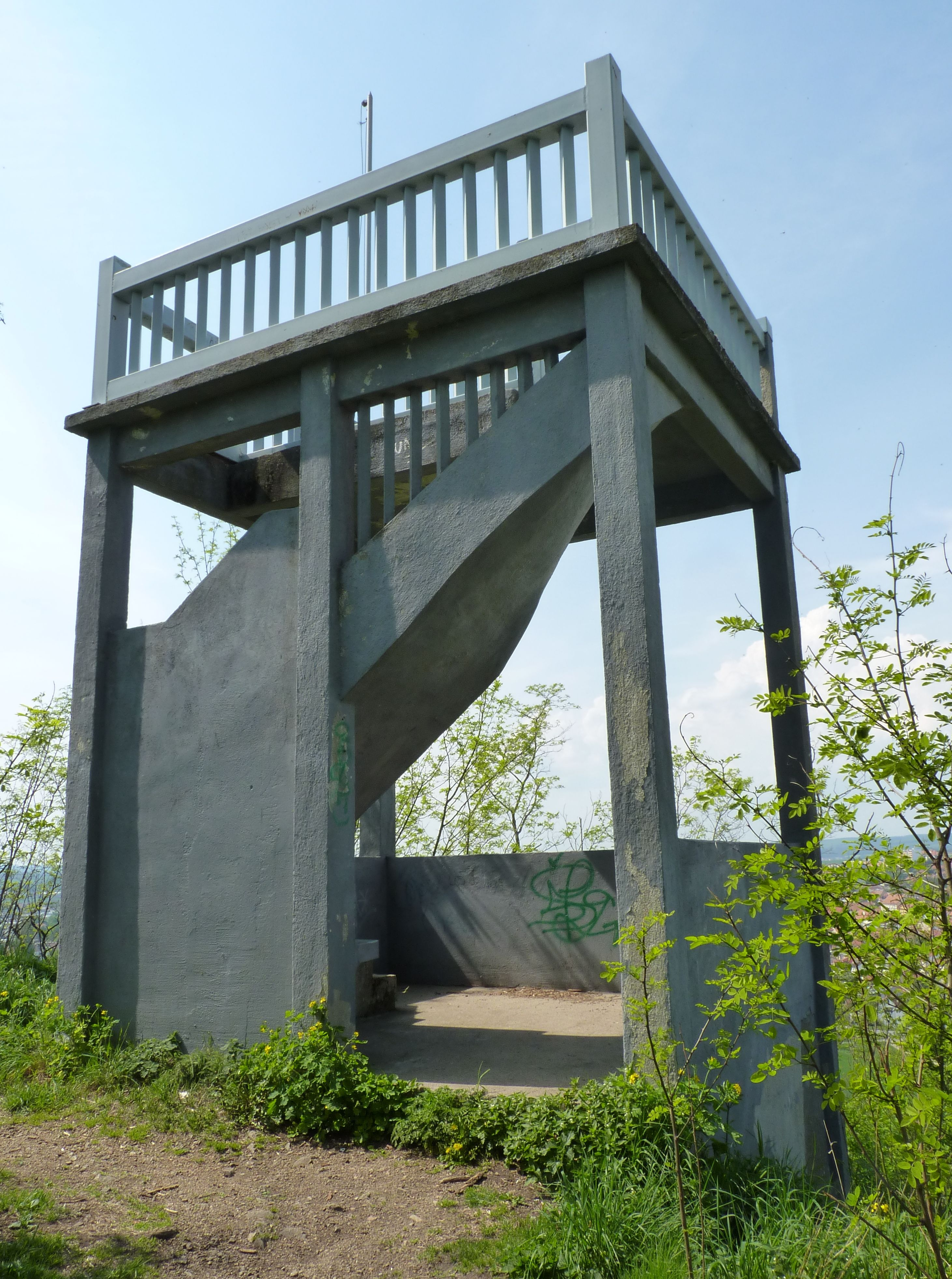
Celkový pohled na rozhlednu
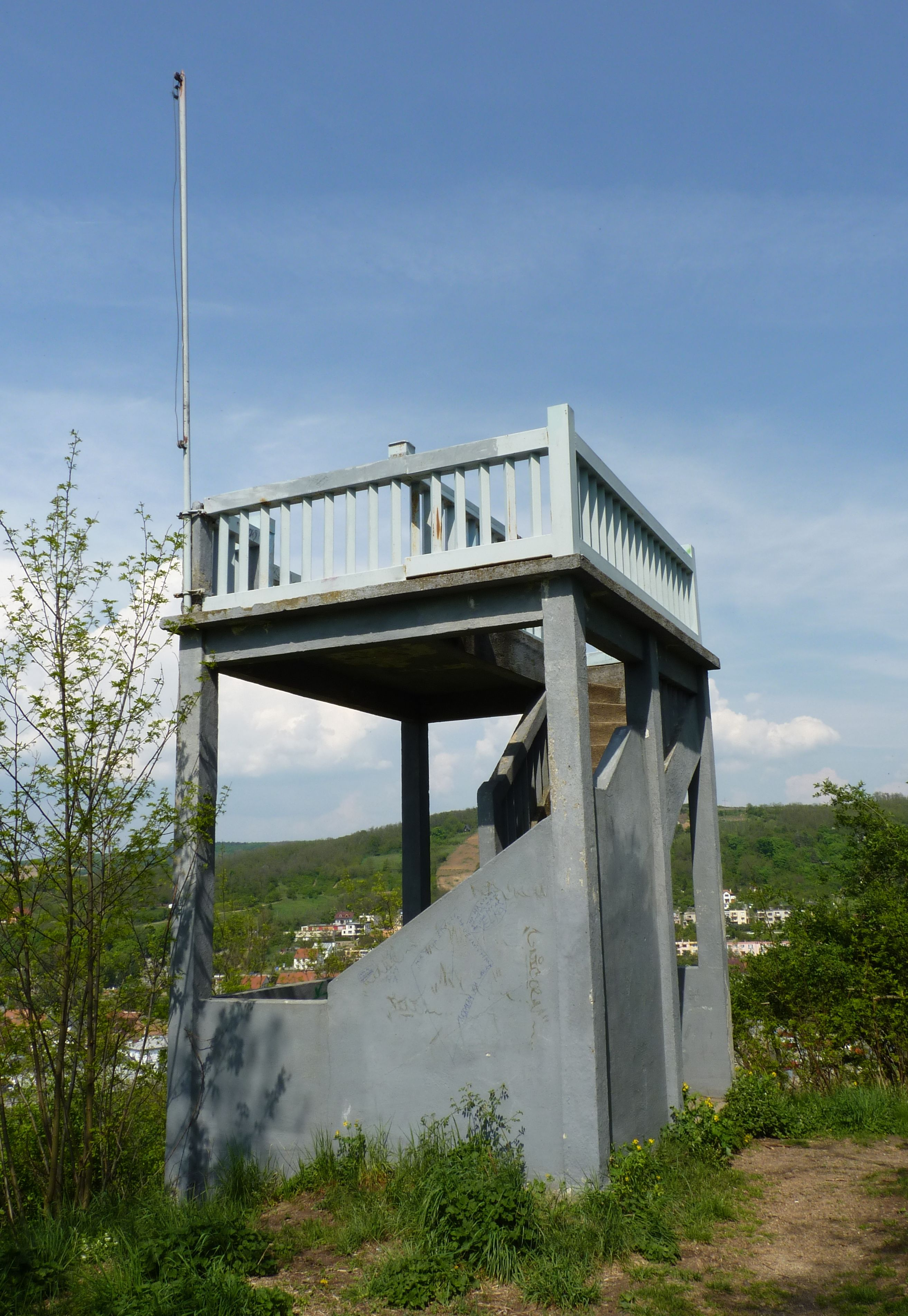
Celkový pohled na rozhlednu
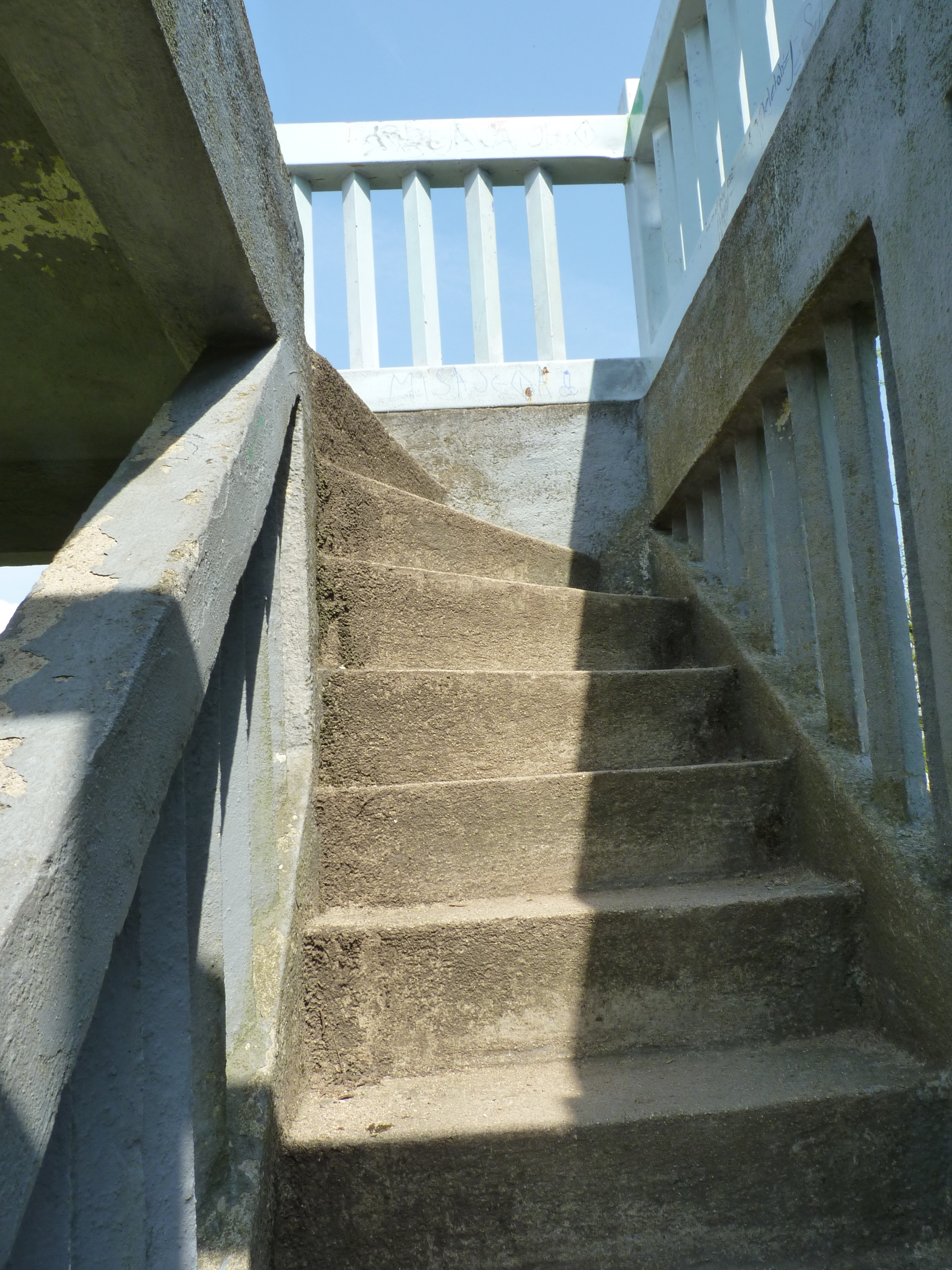
Detail schodiště
Pohled z rozhledny na Ivančice